# 33413 Alecsun
33413 Alecsun è un asteroide della fascia principale. Scoperto nel 1999, presenta un'orbita caratterizzata da un semiasse maggiore pari a 2,3805757 UA e da un'eccentricità di 0,0960077, inclinata di 3,99476° rispetto all'eclittica.